# Acartiella gravelyi
Acartiella gravelyi is een eenoogkreeftjessoort uit de familie van de Acartiidae. De wetenschappelijke naam van de soort is voor het eerst geldig gepubliceerd in 1919 door Sewell.